# Stagonopleura guttata
Stagonopleura guttata là một loài chim trong họ Estrildidae.
Đây là loài đặc hữu của Úc. Loài này có phạm vi phân bố loang lổ và thường chiếm giữ các khu rừng khô hơn và rừng cỏ ở phía tây của Great Dividing Range từ đông nam Queensland đến Bán đảo Eyre ở Nam Úc. Mặc dù là một loài chim nhỏ chắc nịch nhưng nó là một trong những loài chim di lớn nhất ở Úc. Những con chim này rất đặc biệt với một dải lông ức màu đen trên bộ ngực màu trắng. Lông hai bên sườn có màu đen với những đốm trắng và nó có một nốt đỏ và một lông đuôi màu đen.